# Tower Bloxx
Tower Bloxx é um jogo para celular de estratégia/quebra-cabeça desenvolvido pela Digital Chocolate. O jogo dispõe de dois modos de jogo: "construir cidade" e "jogo rápido". O "jogo rápido" é um modo interminável, assim como em tantos outros jogos de quebra-cabeça.

## Construir cidade
O objetivo do modo de jogo "construir cidade" é construir uma cidade com o máximo de habitantes possível, construindo diferentes tipos de torres: Residencial (azul), Comercial (vermelho), Escritório (Verde) e Luxo (Amarelo). O número de pessoas que potencialmente podem habitar o prédio depende da habilidade do jogador durante o "minigame de construção". Quanto mais preciso for o jogador ao colocar os blocos do prédio uns sobre os outros, maior será o total de habitantes do prédio.
Quanto maior a população de uma cidade, maior o "nível de cidade" dela, sendo no máximo 20. E cada nível dá um novo patamar à cidade (Cidade Pequena, Cidade Grande, Metrópole, etc.). Quando o jogador alcança uma quantia específica de população ao colocar um novo edifício, ele será notificado por uma janela pop-up. Em algumas conquistas de nível, o jogador ganhará a possibilidade de usar Telhados-Troféu. Este será usado no lugar do telhado comum se o prédio que estiver sendo construído alcançar a quantia mínima de habitantes requerida para isto.
Na tabela de pontuações, a maior população do modo Construir Cidade fica armazenada. A pontuação mais alta publicada na internet foi 40.068 por Javier Sanz Lorenzo, que ultrapassou o recorde anterior de 35.482 habitantes, por Ali Saleem. Entretanto, a maior pontuação para um único edifício é de Fran Keogh, com 2.598 habitantes em uma torre amarela (de luxo).
- Torres Azuis podem ser construídas em qualquer lugar, mas possuem o menor potencial de população.
- Torres Vermelhas possuem o segundo menor potencial de população, mas precisam ser alocadas de forma adjacente às torres azuis.
- Torres Verdes possuem o segundo maior potencial populacional, mas precisam ser construídas ao lado de no mínimo uma torre azul e uma vermelha.
- Torres Amarelas possuem o maior potencial populacional, mas precisam ser construídas ao lado de no mínimo uma torre azul, uma vermelha e uma verde.

## Jogo rápido
O modo de jogo rápido é um modo infinito, onde o jogador joga o "minigame de construção" sem nenhum limite de blocos que podem ser colocados no edifício. Durante o jogo, a imagem ao fundo começa no chão e gradualmente ganha altitude (como no modo Construir Cidade), mas por ser quase infinito, é possível passar pela lua e por outros planetas também.
O quadro de pontuação armazena as três maiores pontuações de Jogo Rápido, e também o número de blocos usado em cada uma delas.

## Outrasversões
Em agosto de 2007 uma versão do jogo em Flash foi lançada pela Digital Chocolate.
Versões especiais do jogo, chamadas Santa's Tower Bloxx e 3D Santa's Tower Bloxx também foram lançadas.
Tower Bloxx Deluxe 3D foi lançada em fevereiro de 2008.
A versão para PC de Tower Bloxx Deluxe foi lançada em junho de 2008.
City Bloxx é uma versão idêntica do jogo lançada para celulares. Foi produzida para alguns celulares Nokia, como 5300, 5310, 5700, entre outros.
Uma versão de Tower Bloxx Deluxe para Xbox Live Arcade foi lançada em 21 de outubro de 2009.